# Gommen
Gommen (norwegisch für Gummi) ist ein vereistes Tal im ostantarktischen Königin-Maud-Land. Es liegt zwischen den Felsspornen Tunga und dem Hügel Kuven nahe dem südwestlichen Ende der Kirwanveggen in der Maudheimvidda.
Norwegische Kartografen, die auch die Benennung vornahmen, kartierten das Tal anhand von Vermessungen und Luftaufnahmen der Norwegisch-Britisch-Schwedischen Antarktisexpedition (1949–1952) und Luftaufnahmen der Dritten Norwegischen Antarktisexpedition (1956–1960).